# Венцислав Алдев
Венцислав Алдев е български футболист, полузащитник, състезател на ПФК Сливнишки герой (Сливница). Роден е на 11 август 1977 г. в град София.

## Кариера
Подписва първи професионален договор с Беласица.
Играе още за отборите на ПФК Видима-Раковски (Севлиево), Юрмала (Латвия), Марек (Дупница), ПФК Монтана (Монтана), но през лятото на 2011 година напуска клуба. През август същата година подписва със Сливнишки герой за срок от 2 години.